# Der mit dem Wolf tanzt (Roman)
Der mit dem Wolf tanzt ist ein Western-Roman des US-Schriftstellers Michael Blake, der erstmals 1988 unter dem englischen Originaltitel Dances With Wolves erschien. Er wurde 1990 gleichnamig durch Kevin Costner verfilmt. Die Leinwandadaption wurde vielfach preisgekrönt, darunter auch mit sieben Oscars.

## Handlung
Der Roman spielt zur Zeit des Sezessionskrieges und handelt von dem US-Armee-Offizier John Dunbar, der sich auf einen Posten im Indianergebiet versetzen lässt, um den Westen kennenzulernen, bevor es ihn nicht mehr gibt. Er kommt in Kontakt mit einem Comanchen-Stamm und baut eine Freundschaft mit ihnen auf. Einhergehend mit seiner Heirat einer weißen Frau, die von den Comanchen nach dem Tod ihrer Eltern erzogen worden ist, wird er Mitglied des Stammes.

## Themen und Motive
Blake schrieb den Roman aus der Motivation heraus aufzuzeigen, was „wir verloren haben, indem wir die große Pferdekultur und ihre Menschen niedertrampelten“. Damit bezieht er sich auf die Bekämpfung und großteilige Ausrottung der Indianer Nordamerikas durch weiße Siedler. Blake wollte mit dem Roman die Geschichte so wiedergeben, so wie er sie sieht: „Hier lebten Menschen in einfacher Perfektion, im Einklang mit Himmel, Erde und Prärie; starke Familien lebten in Gemeinschaften, die ihre Mitglieder wertschätzten und sich um sie kümmerten.“ Durch das Aufzeigen des Verlorenen könne, so Blake, womöglich Respekt für die heute lebenden und in Reservate eingesperrten Nachkommen der Indianer wiedergewonnen werden.

## Veröffentlichung
Der Verlag Fawcett Books veröffentlichte das Buch 1988 mit einer Erstauflage von 30.000 Exemplaren. Zuvor hatte sich Kevin Costner die Rechte gesichert, es zu verfilmen. Costner überzeugte Blake davon, den Roman als Drehbuch zu adaptieren.
Bei seiner Erstveröffentlichung war der Roman noch nicht besonders erfolgreich. Der Erfolg stellte sich erst durch die Verfilmung ein. In der Folge stand der Roman mindestens elf Wochen lang auf Platz 1 in der Taschenbuch-Kategorie der Bestseller-Liste der New York Times. Bis 2015 wurden mindestens 3,5 Millionen Exemplare davon verkauft. Unterschiedlichen Nennungen zufolge wurde er in 15 beziehungsweise 22 Sprachen übersetzt.

## Fortsetzung
Unter dem Titel The Holy Road (Deutsch: Der Tanz des Kriegers) veröffentlichte Blake eine Fortsetzung des Romans Der mit dem Wolf tanzt. Er spielt einige Jahre danach, 1874.

## Ausgaben
- Englisch: Dances With Wolves, Fawcett, ISBN 0-449-00075-3
- Deutsch: Der mit dem Wolf tanzt, Schneekluth, 1991, ISBN 3-7951-1215-X